# Jonas Andersson (racerbåtförare)

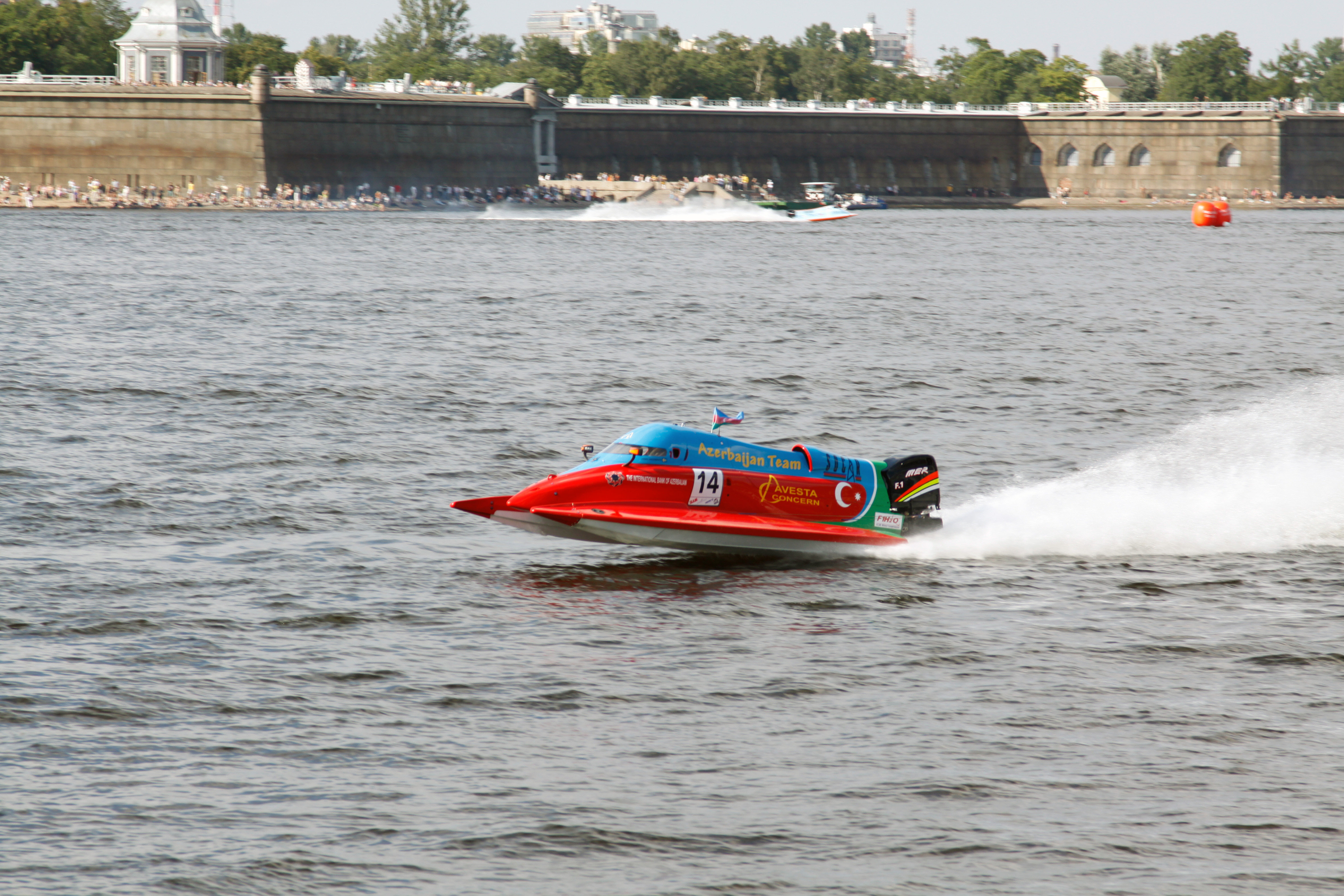
Jonas Andersson i Sankt Petersburg, 2009

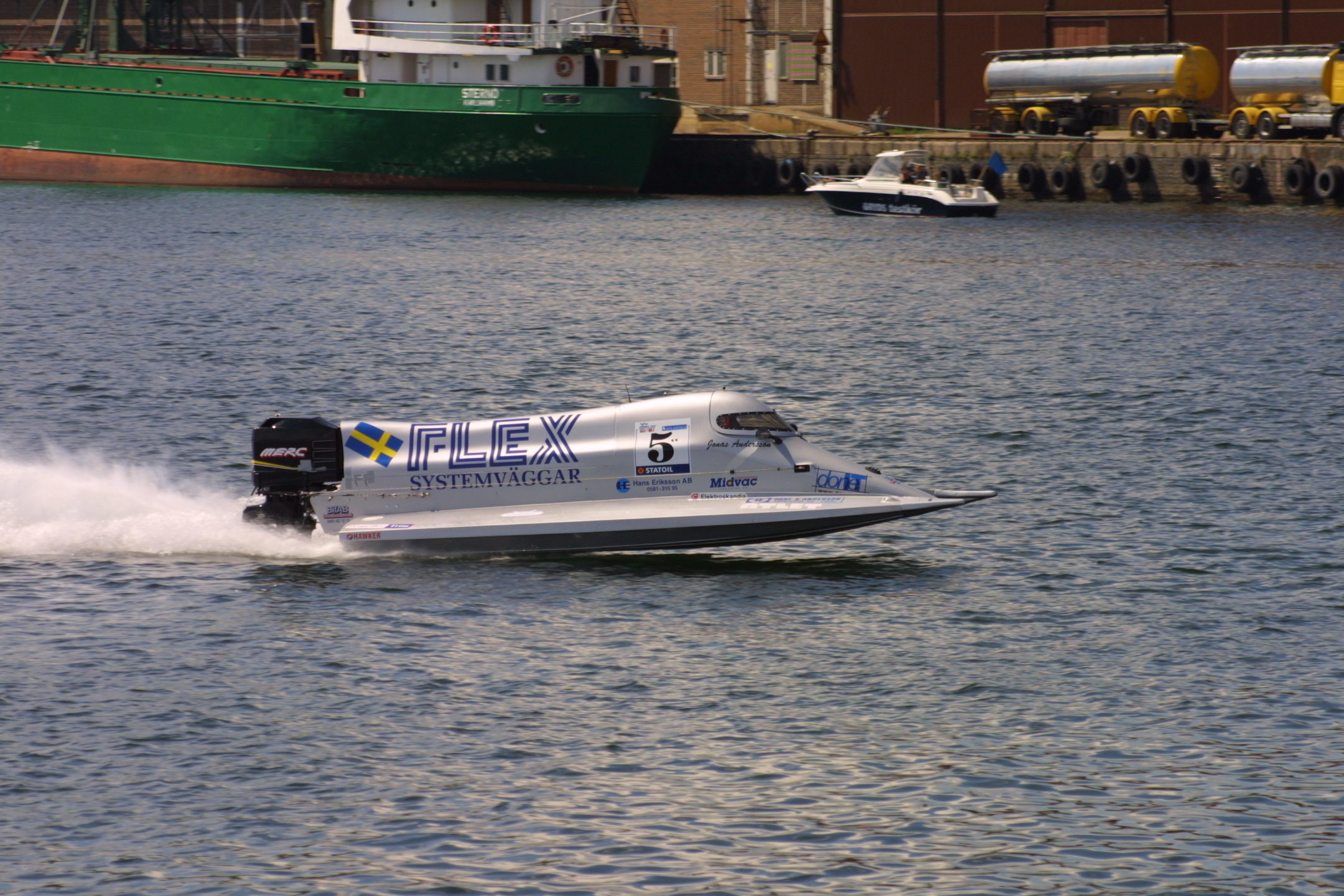
Jonas Andersson i Karlshamn, 2001

Kjell Jonas "Båt-Jonas" Andersson, född 16 juni 1974 i Örebro, är en svensk racerbåtförare. Han är baserad i Frövi.
Jonas Andersson har tidigare tävlat i motocross och blev sedan slutet av 1990-talet aktiv inom båtracing. Han har sedan 2006 tävlat i Formula 1 Powerboat World Championship, från 2007 oftast för F1 Team Sweden. Han vann VM 2021 och är därmed den förste svenska världsmästaren i Formula 1 Powerboat World Championship.

## Meriter
Meriter enligt F1H2O:s webbplats:
- 2024 - 1:a Formula 1 Powerboat World Championship
- 2023 - 1:a Formula 1 Powerboat World Championship
- 2022 - 2:a Formula 1 Powerboat World Championship
- 2021 - 1:a Formula 1 Powerboat World Championship
- 2020 - (inget Formula 1 Powerboat World Championship arrangerat)
- 2019 - 14:e Formula 1 Powerboat World Championship
- 2018 - 7:e Formula 1 Powerboat World Championship
- 2017 - 5:e Formula 1 Powerboat World Championship
- 2016 - 4:e Formula 1 Powerboat World Championship
- 2015 - 8:e Formula 1 Powerboat World Championship
- 2014 - 12:e Formula 1 Powerboat World Championship
- 2013 - 7:e Formula 1 Powerboat World Championship
- 2012 - 7:e Formula 1 Powerboat World Championship
- 2011 - 9:e Formula 1 Powerboat World Championship
- 2010 - 9:e Formula 1 Powerboat World Championship
- 2009 - 5:e Formula 1 Powerboat World Championship
- 2008 - 3:e Formula 1 Powerboat World Championship
- 2007 - 9:e Formula 1 Powerboat World Championship
- 2006 - 5:e Formula 1 Powerboat World Championship
- 2005 - 3:e F2000 World Championship
- 2005 - 1:a F2000 Scandivanien Championship
- 2005 - 1:a F2000 President Cup
- 2004 - 1:a F2000 World Championship
- 2003 - 3:e F2000 Scandinavian Championship
- 2003 - 3:e Scandinavian Timed Trial Trophy
- 2003 - 1:a F2000 World Championship
- 2002 - 3:e F2000 Scandinavian Championship
- 2002 - 2:a Scandinavian Timed Trial Trophy
- 2001 - 5:e F2000 Scandinavian Championship
- 2001 - 5:e Scandinavian Timed Trial Trophy
- 2000 - 3:e F2000 Scandinavian Championship
- 2000 - 3:e Scandinavian Timed Trial Trophy
- 1999 - 8:e F2000 Scandinavian Championship